# HRHI
A HRHI egy meteorológiai rövidítés, mely Hosszantartó Rendkívül Hideg Időszakot jelent.
Kialakulása telente egy-kétszer fordul elő, feltétele a legalább két héten keresztül minden nap téli nap (tehát a nappali maximumhőmérséklet 0 °C alatt) legyen. Gyakran K - ÉK felől leszakadó hidegmag okozza, jelentősen elősegítheti a hótakaró kialakulása is.
Bár átlagosan 50 évente egyszer, de kialakulhat Vojejkov-tengely is (a szibériai és az azori anticiklon összekapcsolódása egyetlen eurázsiai anticiklonná), ekkor szinte biztos egy rendkívül hosszú és különösen hideg HRHI kialakulása.